# Intuicyjne jedzenie
Intuicyjne jedzenie (ang. intuitive eating) – to filozofia odżywiania się zalecająca odrzucenie ograniczeń dietetycznych i zwrócenie się ku temu, co określa się jako „mądrość ciała” – czyli uwrażliwienie się na fizjologiczne wskaźniki głodu i sytości oraz traktowanie ich jako jedynych wskaźników potrzeb żywieniowych. Wiąże się to ze świadomością tego, jak organizm reaguje na pewne pokarmy. Ludzie, którzy jedzą intuicyjnie, zazwyczaj wybierają pokarmy, które pomagają ich organizmowi dobrze funkcjonować i postrzegają smak jako jedyny czynnik wpływający na wybór żywności.

## Historia intuicyjnego jedzenia
Termin „intuicyjne jedzenie” został użyty po raz pierwszy w 1995 roku jako tytuł książki Evelyn Tribole i Elyse Resch. Jednak koncepcja ma swoje korzenie już we wcześniejszych pomysłach. Do pionierek należy Susie Orbach, która w 1978 roku opublikowała książkę „Fat is a Feminist Issue”, w której poruszyła, między innymi, temat zmiany nastawienia do jedzenia i własnego ciała. Wcześniej Thelma Wayler utworzyła w 1973 roku program kontroli masy ciała o nazwie Green Mountain w Fox Run z siedzibą w Vermont. Program został oparty na poglądzie mówiącym, że diety nie działają, a zmiany stylu życia i higiena osobista są ważniejsze dla zdrowia długoterminowego.

## Zasady intuicyjnego jedzenia
Naukowcy zidentyfikowali trzy główne i wzajemnie powiązane elementy intuicyjnego odżywiania się:
- bezwarunkowe pozwolenie na jedzenie, gdy jest się głodnym i wybór pożywienia, które jest w danej chwili pożądane;
- jedzenie w celu zaspokojenia fizycznego głodu, a nie w celu radzenia sobie z wahaniami emocjonalnymi i/lub dystresem;
- poleganie na wewnętrznych wskazówkach dotyczących głodu i sytości w celu określenia kiedy i ile należy jeść[2].

Evelyn Tribole i Elyse Resch w swojej książce „Intuitive Eating. A Revolutionary Program That Works“ opisały 10 zasad, które do tej pory stanowią podstawę intuicyjnego jedzenia:

### Odrzuć mentalność diety
Wyrzuć książki dietetyczne i artykuły z czasopism, które dają fałszywą nadzieję na szybkie, łatwe i trwałe odchudzanie. Przestań wierzyć, że na pewno istnieje dieta idealna dla ciebie, którą musisz odkryć.
Według autorek korzystanie z porad ekspertów do spraw żywienia prowadzi do utraty orientacji we własnych potrzebach i zaufania do sygnałów cielesnych.

### Szanuj swój głód
Dzięki niemu dbasz o swój organizm i dostarczasz mu odpowiednią porcję energii. W przeciwnym razie możesz uruchomić reakcję przejadania się. Gdy dojdziesz do momentu nadmiernego głodu, wszelkie zamiary umiarkowanego, świadomego odżywiania, staną się ulotne i nieistotne. Nauka szacunku dla tego pierwszego sygnału biologicznego przygotowuje grunt pod odbudowę zaufania do siebie i jedzenia.

### Zawrzyj pokój ze swoją potrzebą głodu
Daj sobie bezwarunkową zgodę na jedzenie. Jeśli powiesz sobie, że nie możesz lub nie powinieneś spożywać określonego jedzenia, może to prowadzić do intensywnych uczuć deprywacji, które przeradzają się w niekontrolowane pragnienia. Kiedy w końcu „poddasz się” swojemu zakazanemu jedzeniu, będzie ono doświadczane z taką intensywnością, że prawdopodobnie spowoduje przejadanie się i przytłaczające poczucie winy.

### Zmierz się ze swoją „policją żywnościową”
Chodzi o zmianę przekonania, że jest się „dobrym” lub „złym” po spożyciu czegoś mniej lub bardziej kalorycznego. Policja żywnościowa monitoruje nieuzasadnione reguły, które stworzyła dieta. Wygnanie policji żywnościowej jest kluczowym krokiem w powrocie do intuicyjnego jedzenia.

### Respektuj poczucie sytości
Słuchaj sygnałów ciała, które mówią, że nie jesteś już głodny. Zatrzymaj się w trakcie jedzenia i zadaj sobie pytanie, jak smakuje dane pożywienie i jaki jest twój obecny poziom sytości.

### Odkrywaj czynnik satysfakcji
W naszym pragnieniu, by być szczupłym i zdrowym, często przeoczamy jeden z najbardziej podstawowych motywów – przyjemność i satysfakcję, które można odnaleźć w procesie jedzenia. Kiedy jesz to, co naprawdę chcesz, w zachęcającym otoczeniu, czerpana przyjemność będzie potężną siłą pomagającą ci poczuć się usatysfakcjonowanym i zadowolonym. Zapewniając sobie to doświadczenie, przekonasz się, że potrzeba dużo mniej jedzenia, aby stwierdzić, że masz „dość”.

### Dbaj o swoje uczucia bez korzystania z jedzenia
Znajdź sposoby na pocieszenie, odwracanie uwagi i rozwiązywanie problemów bez jedzenia. Niepokój, samotność, nuda i gniew to emocje, których wszyscy doświadczamy przez całe życie. Każdy ma swój wyzwalacz i każdy ma swój sposób na uspokojenie. Jedzenie może krótkotrwale pocieszyć, ale nie rozwiąże problemu. Ostatecznie będziesz musiał poradzić sobie ze źródłem emocji, a także poczuciem winy spowodowanym przejadaniem się.

### Szanuj swoje ciało
Chodzi tu o zaakceptowanie wrodzonych wyznaczników kształtu, rozmiaru i proporcji swojego ciała. Trudno odrzucić mentalność dietetyczną, jeśli wyznaczasz sobie nierealistyczne cele i jesteś przesadnie krytyczny wobec kształtu swojego ciała.

### Ćwicz, by poczuć różnicę
Zapomnij o morderczych treningach. Po prostu bądź aktywny i poczuj różnicę. Skoncentruj się na tym, jak to jest poruszać ciałem, zamiast na spalaniu kalorii podczas ćwiczeń. Jeśli po przebudzeniu jedynym celem jest schudnięcie, zwykle nie jest to czynnik motywujący do podjęcia aktywności fizycznej.

### Szanuj zdrowie
Dokonuj wyborów żywieniowych, które wpływają pozytywnie na twoje zdrowie, ale jednocześnie są smaczne. Pamiętaj, że nie musisz mieć idealnej diety, aby być zdrowym. Nie wywołasz nagle niedoboru składników odżywczych ani nie przytyjesz od jednej przekąski czy jednego posiłku. Liczy się to, co jesz konsekwentnie w czasie. Liczy się postęp, a nie doskonałość.